# Ботаги
Ботаги — деревня в Велижском районе Смоленской области России. Входит в состав Заозерского сельского поселения. Население — 6 жителей (2007). 
Расположена в северо-западной части области в 28 км к северо-востоку от Велижа, в 30 км северо-восточнее автодороги Р133 Смоленск — Невель, на берегу реки Межа. В 102 км южнее деревни расположена железнодорожная станция Куприно на линии Смоленск — Витебск. 

## История
В годы Великой Отечественной войны деревня была оккупирована гитлеровскими войсками в июле 1941 года, освобождена в сентябре 1943 года. 